# 蔵宗・蔵安
蔵宗・蔵安（くらむね・くらやす）は、室町時代の『鞍馬蓋寺縁起』などに登場する下野国高蔵山の盗賊。

## 概要
室町時代の成立とされる『鞍馬蓋寺縁記』には以下のように記述されている。
鎮守府将軍藤原利仁が時の天皇の宣旨により下野国高蔵山の蔵宗・蔵安を頭目とする1000人の群盗を討伐する時、鞍馬寺に参籠して立願祈誓すると示現があり盗賊を退治することに成功した。そこで毘沙門天像を造顕して開眼供養し、剣を納めた。
『鞍馬蓋寺縁記』での記述は御伽草子『田村の草子』で利仁をモデルとした藤原俊仁が大蛇の倉光・ 喰介（くらみつ・くらえのすけ）を退治する物語の元になったと考えられている。また妻を拐われた俊仁が鞍馬山の毘沙門天から給った剣で陸奥国高山の悪路王を討つ物語の原点ともなった。

## 御伽草子
日龍丸が7歳のときに御門から「2匹の大蛇を討伐せよ」と大事の宣旨を受けたのが、日龍丸の伯父を名乗る近江国見馴川の倉光・喰介である。日龍丸は家宝の角突弓に神通の鏑矢で大蛇を退治し、将軍の宣旨が下って俊仁将軍と名乗った。
17歳の時に照日御前と契りを結んだことに嫉妬した帝から伊豆へ流罪にされるが、遠流の途中、瀬田の唐橋の上で橋桁を強く踏み鳴らし、退治した倉光・喰介の魂魄に向けて「都に上がって心のままにせよ」と呼びかけ、都に異変を起こさせた。帝が占わせた天文博士が俊仁将軍を都に戻せば鎮まるといったので、俊仁は都に帰ることを許され、大蛇は鎮まった。